# Stephanoxis
Stephanoxis és un gènere d'ocells de la subfamília dels troquilins (Trochilinae) dins la família dels troquílids (Trochilidae).

## Taxonomia
Segons la Classificació del Congrés Ornitològic Internacional (versió 2.5, 2010) aquest gènere està format per dues espècies:
- colibrí emplomallat septentrional (Stephanoxis lalandi).
- colibrí emplomallat meridional (Stephanoxis loddigesii).